# 科學怪人之母：雪萊夫人
是一部2017年的愛情歷史時代電影，由海法·曼蘇爾執導，Emma Jensen編劇。故事講述瑪麗·雪萊的初戀以及與詩人珀西·比希·雪萊的浪漫關係，啟發了她選寫《科學怪人：另一個普羅米修斯》。本片由多個製片商聯合製作，主演是艾麗·芬寧，她飾演瑪麗·雪萊，其他配角有梅西·威廉斯、道格拉斯·布斯、蓓爾·寶利和本·哈迪。

## 演員
- 艾麗·芬寧 飾 瑪麗·雪萊
- 道格拉斯·布斯 飾 珀西·比希·雪萊
- 湯姆·史特瑞吉 飾 拜倫勳爵
- 蓓爾·寶利 飾 克萊爾·克萊爾蒙特
- 斯蒂芬·迪蘭 飾 威廉·戈德溫
- 本·哈迪 飾 約翰·威廉·波里道利
- 梅西·威廉斯 飾 Isabel Baxter
- 喬安·佛洛格 飾 Mary Jane Clairmont
- 德瑞克·里德爾（英语：Derek Riddell） 飾 William Baxter
- 修·歐康那（英语：Hugh O'Conor） 飾 塞繆爾·泰勒·柯勒律治

## 外部連結
- 官方网站
- 互联网电影数据库（IMDb）上《科學怪人之母：雪萊夫人》的资料（英文）
- AllMovie上《科學怪人之母：雪萊夫人》的资料（英文）
- Metacritic上《科學怪人之母：雪萊夫人》的資料（英文）
- 爛番茄上《科學怪人之母：雪萊夫人》的資料（英文）
- Box Office Mojo上《科學怪人之母：雪萊夫人》的資料（英文）